# Tongue n' Cheek
Tongue N' Cheek è il quarto album del rapper britannico Dizzee Rascal, uscito il 21 settembre 2009. L'album include i singoli Dance wiv Me, Bonkers, Holiday e Dirtee Disco.

## Tracce
Edizione regolare
1. Bonkers con Armand Van Helden - 2:57
2. Road Rage featuring Chrome - 3:14
3. Dance wiv Me featuring Calvin Harris e Chrome - 3:24
4. Freaky Freaky - 3:42
5. Can't Tek No More con Shy FX  - 3:28
6. Chillin' wiv da Man Dem - 4:39
7. Dirtee Cash - 4:21
8. Money, Money - 3:23
9. Leisure - 4:13
10. Holiday featuring Chrome - 3:40
11. Bad Behaviour con Tiësto -	4:31

Edizione Deluxe
1. Dirtee Disco featuring Daniel Pearce - 3:58
2. Nuffin' Long - 4:07
3. Marks Outta Ten - 3:55
4. Heavy con Chase & Status - 3:35
5. Doin' it Big - 4:05
6. You Got the Dirtee Love Live - 3:38
7. Brand New Day Live - 4:52
8. Fix Up Look Sharp Live - 5:47
9. Bonkers Remixed by Doorly - 4:32
10. Holiday Remixed by Laidback Luke - 7:10